# Вохменка
Вохменка — деревня в Юргамышском районе Курганской области. До 2022 года входила в состав Островского сельсовета.

## История
До 1917 года в составе Кислянской волости Челябинского уезда Оренбургской губернии. По данным на 1926 год состояла из 82 хозяйств. В административном отношении входила в состав Островского сельсовета Юргамышского района Курганского округа Уральской области.

## Население
| 1989 | 2002 | 2010 |
| ---- | ---- | ---- |
| 358  | ↗375 | ↘328 |

По данным переписи 1926 года в деревне проживало 377 человек (175 мужчин и 202 женщины), в том числе: русские составляли 100 % населения.